# 潮安汕頭戰鬥
潮安汕頭戰鬥發生於1927年9月23日至30日，是南昌起义部队在潮安县及汕头地区与当地国军的战斗；交戰一方為中華民國國民革命軍7軍，由黃紹雄領軍；另一方則為共軍前身之24師獨立師及9軍1師，由賀龍及葉挺領軍。
8月7日中共於漢口召開八七會議，會中史達林的代表紐曼把南昌暴動的失敗推到陳獨秀與譚平山的身上（瞿秋白），並定下黨指揮槍的暴力動亂方針 （槍桿子出政權的由來），這也是九月湖南暴動、汕頭暴動與十二月廣州暴動的由來。
9月23日，在潮州工农武装策应下，南昌起义部队占领潮州城。第二天，部队从潮州城出发进攻汕头。中共潮安县委组织策应。25日，潮安县委派许筹率农民自卫军和各地赤卫队攻打洪巷民团。在起义部队配合下，清除潮汕铁路线上的两个民团据点。
戰鬥初期，賀、葉軍先攻佔潮安县所在汕頭，30日遭國軍擊敗，餘賀、葉軍退至廣東之西南省境。